# Wittorf (niedersächsisches Adelsgeschlecht)

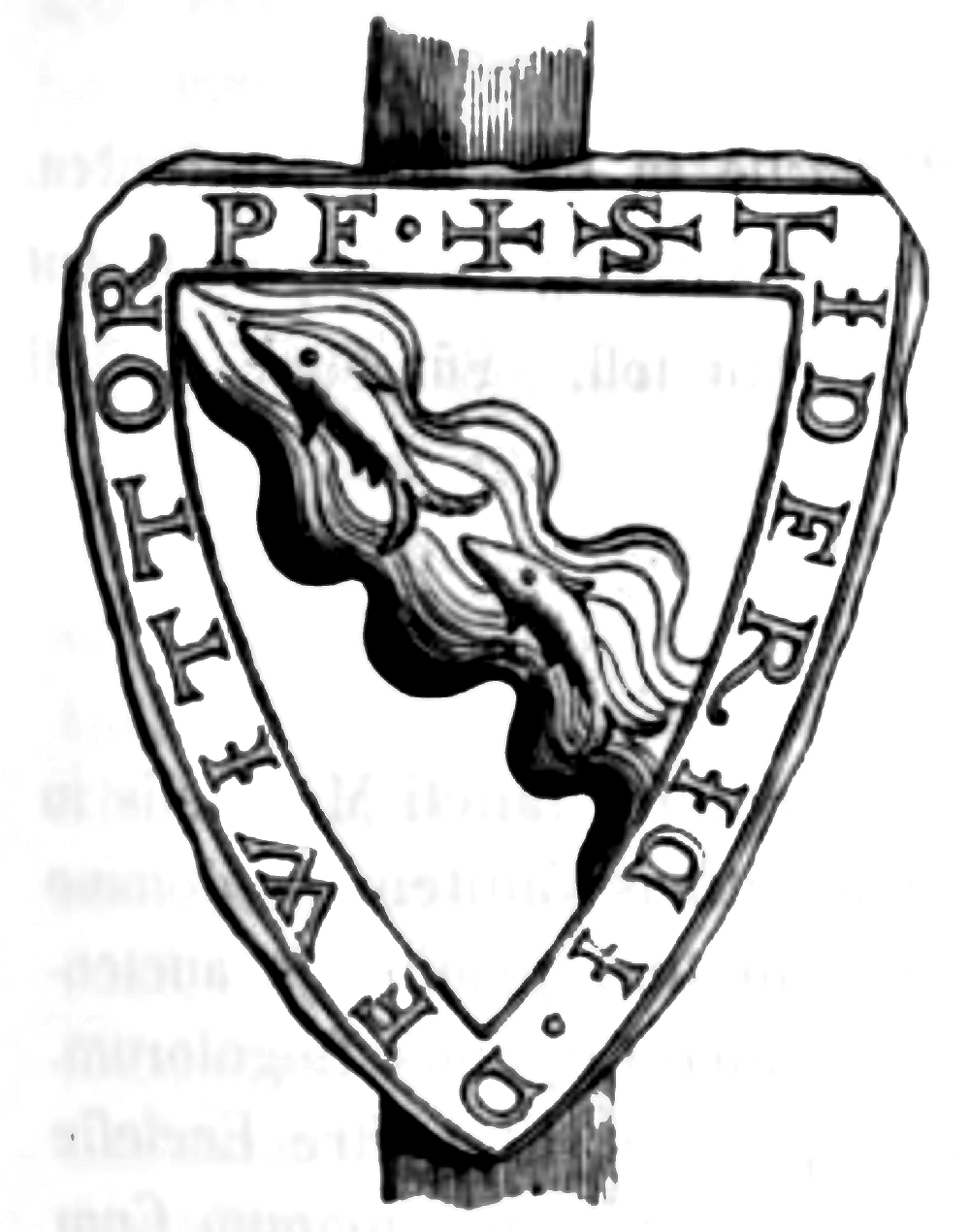
Hängesiegel Dietrichs von Wittorp an einer Urkunde von 1296 (S. Tiderici de Wittorpe)

Wittorf (auch Wittorp) ist der Name eines niedersächsischen Adelsgeschlechts.

## Geschichte
In der Nähe von Lüneburg und Bardowick liegt Wittorf, das die adelige Familie Wittorf hervorbrachte. Für die niedersächsischen Wittorp liegen verlässliche Nachweise über eine bedeutende Rolle spätestens ab dem 12. Jahrhundert vor. Sie sind von den holsteinischen Wittorp zu unterscheiden. Allerdings benennt der Siebmacher von 1856 das Geschlecht als holsteinisches Adelsgeschlecht, gibt aber die korrekte Stammreihe und Wappenbeschreibung wieder.

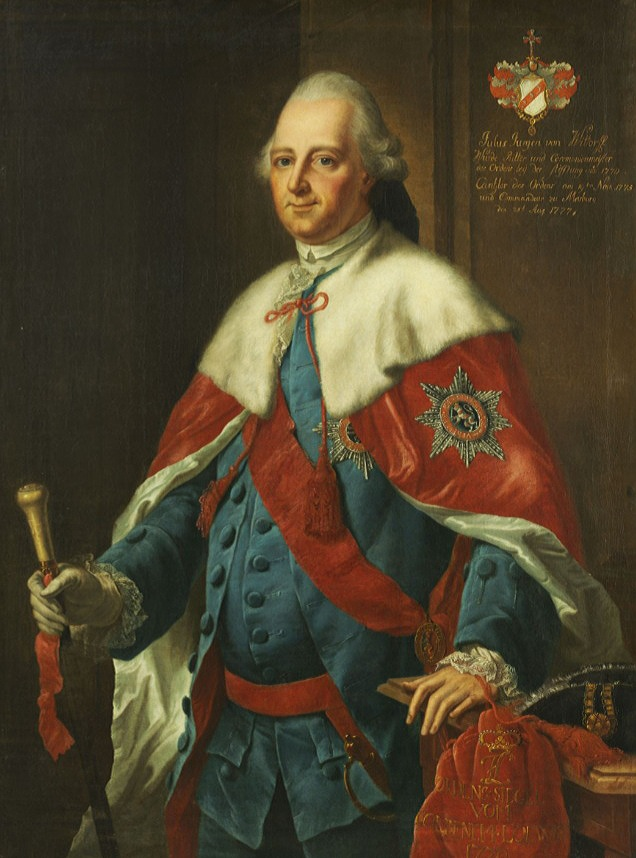
Julius Jürgen, Freiherr von Wittorf (1714–1802), Erbherr auf Horndorf, fürstlich Hessen-Kasselscher Wirklicher Minister, Oberkammerherr und Oberstallmeister, Ritter und Zeremonienmeister des hessischen Hausordens vom Goldenen Löwen anlässlich bei dessen Stiftung 1770, Kanzler des Ordens 1775 und Commandeur 1777, 1797 Ritter des preußischen Adlerordens, um 1776 von Johann Heinrich Tischbein dem Älteren

Das niedersächsische Geschlecht der Herren von Wittorf beginnt seine Stammreihe mit Berengar von Wittorf um das Jahr 1234.

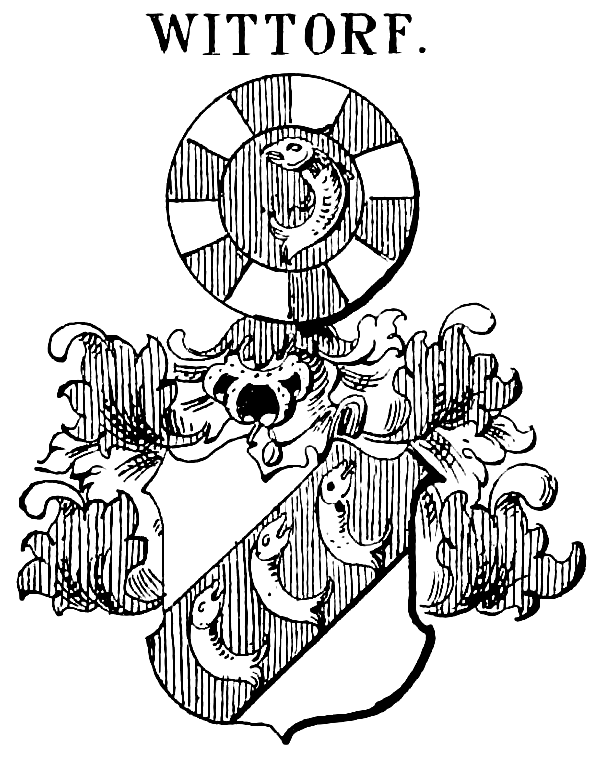
Wappen der niedersächsischen von Wittorf

Eine Abbildung des Wappens von Heinrich von Wittorf, 17. Ratzeburger Bischof 1368–1388, findet sich in Lauenburgische Heimat (1931). Mit diesen verwandt und ursprünglich eines Wappens waren auch die von Thun, die in Mecklenburg und im Fürstentum Rügen zu Einfluss und Besitz gelangten. 

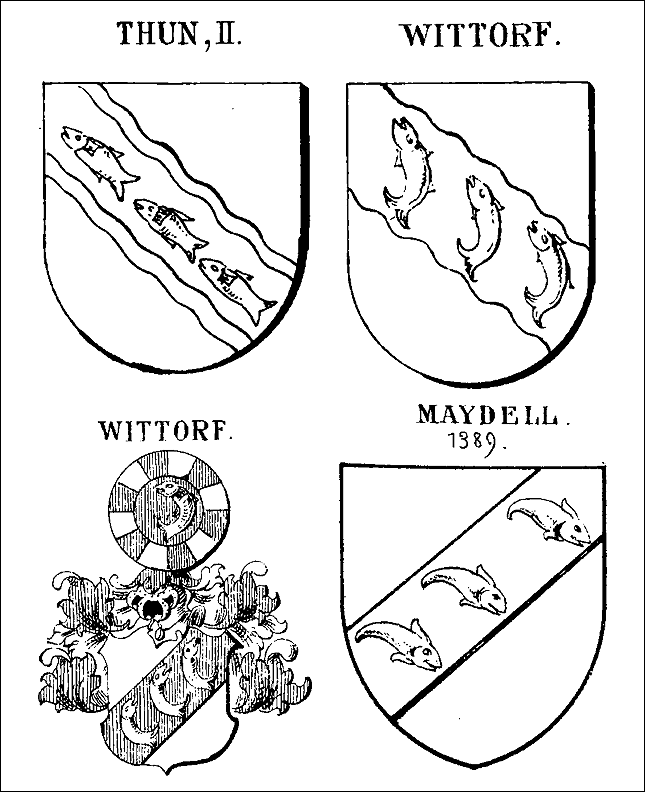
Entnommen den entsprechenden Bänden des Neuen Siebmacher: Ausgestorbener Mecklenburgischer Adel (J. Siebmachers's großes Wappenbuch, Band 6, Abt. 10) für Wittorf 1328 u. Thun 1324, Der Adel der Russ. Ostseeprovinzen, (J. Siebmachers's großes Wappenbuch, Band 3, Abt. 11) für Maydell

 Ob diese Familien eines Stammes mit den von Maydell sind, bleibt bis auf Weiteres ungewiss. Welchen Namen die Maydell ursprünglich geführt haben und aus welcher norddeutschen Region sie einst gekommen sind, ist unbekannt. Belegt ist, dass es im Lüneburgischen und im Herzogtum Sachsen-Lauenburg schon im 13. Jahrhundert das Geschlecht von Wittorf (auch Wittorp) gegeben hat, deren Wappen mit jenem identisch ist, welches so anfänglich auch die Maydells geführt haben: drei aufrecht schwimmende Fische in einem Schrägstrom.
Das verbriefte Böhmische Inkolat erfolgte am 13. April 1717 für Johann Gottlieb von Wittorf. Der aus dem lüneburgischen Celle gebürtige Freiherr Julius Jürgen von Wittorf (1714–1802), der in hohen hessen-kasselschen Diensten stand, war mit einer Tochter des württembergischen Generalfeldmarschallleutnants, Graf Johann Franz Czabelitzky von Soutic (1712–1784), welche Hofdame am Kasseler Hof war, verheiratet.

## Wappen
Das Stammwappen zeigt in Silber einen mit drei aufwärts gekrümmten silbernen Fischen belegten roten Schrägrechtsbalken. Auf dem Helm mit rot–silbernen Helmdecken eine mit einem der Fische belegte runde rote Scheibe mit von Rot und Silber zwölf Mal gestücktem Rand.